# 물망초 (드라마)
《물망초》는 1981년 4월 27일부터 1981년 9월 11일까지 방영된 KBS 2TV 일일 드라마(9시~10시대)로, 토머스 하디의 명작 《테스》를 한국적 상황으로 번안했다.

## 방송 시간
| 방송 기간                        | 방송 시간                     |
| -------------------------------- | ----------------------------- |
| 1981년 4월 6일 ~ 1981년 9월 4일  | 월요일 ~ 금요일 오후 8시      |
| 1981년 9월 8일 ~ 1981년 9월 11일 | 월요일 ~ 금요일 오후 9시 40분 |

## 출연
- 노주현
- 정윤희
- 한진희
- 김순철
- 사미자
- 한혜경
- 김미숙

## 참고 사항
- 드라마에서 느껴지던 정형화된 극적 전개에 치중했다는 지적이 있었다.[1]